# Liste des représentants des États-Unis pour le Maryland
L'État du Maryland dispose de huit représentants à la Chambre des représentants des États-Unis.

## Délégation au 118eCongrès (2023-2025)
| District et Nom | District et Nom       | District et Nom | Début du mandat | Parti       |
| --------------- | --------------------- | --------------- | --------------- | ----------- |
| 1               | Andrew Harris         |                 | 3 janvier 2011  | Républicain |
| 2               | Johnny Olszewski      |                 | 3 janvier 2025  | Démocrate   |
| 3               | Sarah Elfreth         |                 | 3 janvier 2025  | Démocrate   |
| 4               | Glenn Ivey            |                 | 3 janvier 2023  | Démocrate   |
| 5               | Steny Hoyer           |                 | 19 mai 1981     | Démocrate   |
| 6               | April McClain-Delaney |                 | 3 janvier 2025  | Démocrate   |
| 7               | Kweisi Mfume          |                 | 5 mai 2020      | Démocrate   |
| 8               | Jamie Raskin          |                 | 3 janvier 2017  | Démocrate   |

### Démographie

#### Parti politique
- un républicain
- sept démocrates

#### Sexe
- six hommes
- deux femme

#### Ethnie
- Six Blancs (cinq démocrates et un républicain)
- Deux Afro-Américains (deux démocrates)

## Délégations historiques

### De 1789 à 1873
Le Maryland élit six représentants de 1789 à 1793. Ce chiffre passe à huit en 1793 puis neuf en 1803. À partir de 1830, l'État perd à nouveau des sièges, comptant huit représentants à partir de 1833, six à partir de 1843 et cinq à partir de 1863.

### De 1873 à 1953
Pendant 80 ans, de 1873 à 1953, le Maryland élit six représentants.

### Depuis 1953
Le Maryland gagne un septième siège à la Chambre des représentants 1953 puis un neuvième dix ans plus tard, après le recensement de 1960.
| Congrès          | 1er district               | 2e district                 | 3e district             | 4e district                 | 5e district                  | 6e district                  | 7e district             |                             |
| ---------------- | -------------------------- | --------------------------- | ----------------------- | --------------------------- | ---------------------------- | ---------------------------- | ----------------------- | --------------------------- |
| 83e (1953-1955)  | Edward T. Miller (en) (R)  | James P. Devereux (en) (R)  | Edward Garmatz (en) (D) | George Hyde Fallon (en) (D) | Frank Small Jr. (en) (R)     | DeWitt S. Hyde (en) (R)      | Samuel Friedel (en) (D) |                             |
| 84e (1955-1957)  | Edward T. Miller (en) (R)  | James P. Devereux (en) (R)  | Edward Garmatz (en) (D) | George Hyde Fallon (en) (D) | Richard E. Lankford (en) (D) | DeWitt S. Hyde (en) (R)      | Samuel Friedel (en) (D) |                             |
| 85e (1957-1959)  | Edward T. Miller (en) (R)  | James P. Devereux (en) (R)  | Edward Garmatz (en) (D) | George Hyde Fallon (en) (D) | Richard E. Lankford (en) (D) | DeWitt S. Hyde (en) (R)      | Samuel Friedel (en) (D) |                             |
| 86e (1959-1961)  | Thomas F. Johnson (en) (D) | Daniel B. Brewster (en) (D) | Edward Garmatz (en) (D) | George Hyde Fallon (en) (D) | Richard E. Lankford (en) (D) | John R. Foley (en) (D)       | Samuel Friedel (en) (D) |                             |
| 87e (1961-1963)  | Thomas F. Johnson (en) (D) | Daniel B. Brewster (en) (D) | Edward Garmatz (en) (D) | George Hyde Fallon (en) (D) | Richard E. Lankford (en) (D) | Charles Mathias Jr. (en) (R) | Samuel Friedel (en) (D) |                             |
| Congrès          | 1er district               | 2e district                 | 3e district             | 4e district                 | 5e district                  | 6e district                  | 7e district             | District AL                 |
| 88e (1963-1965)  | Rogers Morton (R)          | Clarence Long (en) (D)      | Edward Garmatz (en) (D) | George Hyde Fallon (en) (D) | Richard E. Lankford (en) (D) | Charles Mathias Jr. (en) (R) | Samuel Friedel (en) (D) | Carlton R. Sickles (en) (D) |
| 89e (1965-1967)  | Rogers Morton (R)          | Clarence Long (en) (D)      | Edward Garmatz (en) (D) | George Hyde Fallon (en) (D) | Hervey G. Machen (en) (D)    | Charles Mathias Jr. (en) (R) | Samuel Friedel (en) (D) | Carlton R. Sickles (en) (D) |
| 90e (1967-1969)  | Rogers Morton (R)          | Clarence Long (en) (D)      | Edward Garmatz (en) (D) | George Hyde Fallon (en) (D) | Hervey G. Machen (en) (D)    | Charles Mathias Jr. (en) (R) | Samuel Friedel (en) (D) | 8e district                 |
| 90e (1967-1969)  | Rogers Morton (R)          | Clarence Long (en) (D)      | Edward Garmatz (en) (D) | George Hyde Fallon (en) (D) | Hervey G. Machen (en) (D)    | Charles Mathias Jr. (en) (R) | Samuel Friedel (en) (D) | Gilbert Gude (en) (R)       |
| 91e (1969-1971)  | Rogers Morton (R)          | Clarence Long (en) (D)      | Edward Garmatz (en) (D) | George Hyde Fallon (en) (D) | Lawrence Hogan (en) (R)      | J. Glenn Beall Jr. (en) (R)  | Samuel Friedel (en) (D) |                             |
| 92e (1971-1973)  | William O. Mills (en) (R)  | Clarence Long (en) (D)      | Edward Garmatz (en) (D) | Paul Sarbanes (D)           | Lawrence Hogan (en) (R)      | Goodloe Byron (en) (D)       | Parren Mitchell (D)     |                             |
| 93e (1973-1975)  | Robert Bauman (R)          | Clarence Long (en) (D)      | Paul Sarbanes (D)       | Marjorie Holt (en) (R)      | Lawrence Hogan (en) (R)      | Goodloe Byron (en) (D)       | Parren Mitchell (D)     |                             |
| 94e (1975-1977)  | Robert Bauman (R)          | Clarence Long (en) (D)      | Paul Sarbanes (D)       | Marjorie Holt (en) (R)      | Gladys Spellman (en) (D)     | Goodloe Byron (en) (D)       | Parren Mitchell (D)     |                             |
| 95e (1977-1979)  | Robert Bauman (R)          | Clarence Long (en) (D)      | Barbara Mikulski (D)    | Marjorie Holt (en) (R)      | Gladys Spellman (en) (D)     | Goodloe Byron (en) (D)       | Parren Mitchell (D)     | Newton Steers (en) (R)      |
| 96e (1979-1981)  | Robert Bauman (R)          | Clarence Long (en) (D)      | Barbara Mikulski (D)    | Marjorie Holt (en) (R)      | Gladys Spellman (en) (D)     | Beverly Byron (D)            | Parren Mitchell (D)     | Michael D. Barnes (en) (D)  |
| 97e (1981-1983)  | Roy Dyson (en) (D)         | Clarence Long (en) (D)      | Barbara Mikulski (D)    | Marjorie Holt (en) (R)      | Gladys Spellman (en) (D)     | Beverly Byron (D)            | Parren Mitchell (D)     | Michael D. Barnes (en) (D)  |
| 98e (1983-1985)  | Roy Dyson (en) (D)         | Clarence Long (en) (D)      | Barbara Mikulski (D)    | Marjorie Holt (en) (R)      | Steny Hoyer (D)              | Beverly Byron (D)            | Parren Mitchell (D)     | Michael D. Barnes (en) (D)  |
| 99e (1985-1987)  | Roy Dyson (en) (D)         | Helen Bentley (en) (R)      | Barbara Mikulski (D)    | Marjorie Holt (en) (R)      | Steny Hoyer (D)              | Beverly Byron (D)            | Parren Mitchell (D)     | Michael D. Barnes (en) (D)  |
| 100e (1987-1989) | Roy Dyson (en) (D)         | Helen Bentley (en) (R)      | Ben Cardin (D)          | C. Thomas McMillen (en) (D) | Steny Hoyer (D)              | Beverly Byron (D)            | Kweisi Mfume (D)        | Connie Morella (R)          |
| 101e (1989-1991) | Roy Dyson (en) (D)         | Helen Bentley (en) (R)      | Ben Cardin (D)          | C. Thomas McMillen (en) (D) | Steny Hoyer (D)              | Beverly Byron (D)            | Kweisi Mfume (D)        | Connie Morella (R)          |
| 102e (1991-1993) | Wayne Gilchrest (en) (R)   | Helen Bentley (en) (R)      | Ben Cardin (D)          | C. Thomas McMillen (en) (D) | Steny Hoyer (D)              | Beverly Byron (D)            | Kweisi Mfume (D)        | Connie Morella (R)          |
| 103e (1993-1995) | Wayne Gilchrest (en) (R)   | Helen Bentley (en) (R)      | Ben Cardin (D)          | Albert Wynn (D)             | Steny Hoyer (D)              | Roscoe Bartlett (en) (R)     | Kweisi Mfume (D)        | Connie Morella (R)          |
| 104e (1995-1996) | Wayne Gilchrest (en) (R)   | Robert Ehrlich (R)          | Ben Cardin (D)          | Albert Wynn (D)             | Steny Hoyer (D)              | Roscoe Bartlett (en) (R)     | Kweisi Mfume (D)        | Connie Morella (R)          |
| 104e (1995-1996) | Wayne Gilchrest (en) (R)   | Robert Ehrlich (R)          | Ben Cardin (D)          | Albert Wynn (D)             | Steny Hoyer (D)              | Roscoe Bartlett (en) (R)     | Elijah Cummings (D)     | Connie Morella (R)          |
| 105e (1997-1999) | Wayne Gilchrest (en) (R)   | Robert Ehrlich (R)          | Ben Cardin (D)          | Albert Wynn (D)             | Steny Hoyer (D)              | Roscoe Bartlett (en) (R)     | Elijah Cummings (D)     | Connie Morella (R)          |
| 106e (1999-2001) | Wayne Gilchrest (en) (R)   | Robert Ehrlich (R)          | Ben Cardin (D)          | Albert Wynn (D)             | Steny Hoyer (D)              | Roscoe Bartlett (en) (R)     | Elijah Cummings (D)     | Connie Morella (R)          |
| 107e (2001-2003) | Wayne Gilchrest (en) (R)   | Robert Ehrlich (R)          | Ben Cardin (D)          | Albert Wynn (D)             | Steny Hoyer (D)              | Roscoe Bartlett (en) (R)     | Elijah Cummings (D)     | Connie Morella (R)          |
| 108e (2003-2005) | Wayne Gilchrest (en) (R)   | Dutch Ruppersberger (D)     | Ben Cardin (D)          | Albert Wynn (D)             | Steny Hoyer (D)              | Roscoe Bartlett (en) (R)     | Elijah Cummings (D)     | Chris Van Hollen (D)        |
| 109e (2005-2007) | Wayne Gilchrest (en) (R)   | Dutch Ruppersberger (D)     | Ben Cardin (D)          | Albert Wynn (D)             | Steny Hoyer (D)              | Roscoe Bartlett (en) (R)     | Elijah Cummings (D)     | Chris Van Hollen (D)        |
| 110e (2007-2008) | Wayne Gilchrest (en) (R)   | Dutch Ruppersberger (D)     | John Sarbanes (D)       | Albert Wynn (D)             | Steny Hoyer (D)              | Roscoe Bartlett (en) (R)     | Elijah Cummings (D)     | Chris Van Hollen (D)        |
| 110e (2008-2009) | Wayne Gilchrest (en) (R)   | Dutch Ruppersberger (D)     | John Sarbanes (D)       | Donna Edwards (D)           | Steny Hoyer (D)              | Roscoe Bartlett (en) (R)     | Elijah Cummings (D)     | Chris Van Hollen (D)        |
| 111e (2009-2011) | Frank Kratovil (D)         | Dutch Ruppersberger (D)     | John Sarbanes (D)       | Donna Edwards (D)           | Steny Hoyer (D)              | Roscoe Bartlett (en) (R)     | Elijah Cummings (D)     | Chris Van Hollen (D)        |
| 112e (2011-2013) | Andy Harris (R)            | Dutch Ruppersberger (D)     | John Sarbanes (D)       | Donna Edwards (D)           | Steny Hoyer (D)              | Roscoe Bartlett (en) (R)     | Elijah Cummings (D)     | Chris Van Hollen (D)        |
| 113e (2013-2015) | Andy Harris (R)            | Dutch Ruppersberger (D)     | John Sarbanes (D)       | Donna Edwards (D)           | Steny Hoyer (D)              | John Delaney (D)             | Elijah Cummings (D)     | Chris Van Hollen (D)        |
| 114e (2015-2017) | Andy Harris (R)            | Dutch Ruppersberger (D)     | John Sarbanes (D)       | Donna Edwards (D)           | Steny Hoyer (D)              | John Delaney (D)             | Elijah Cummings (D)     | Chris Van Hollen (D)        |
| 115e (2017-2019) | Andy Harris (R)            | Dutch Ruppersberger (D)     | John Sarbanes (D)       | Anthony G. Brown (D)        | Steny Hoyer (D)              | John Delaney (D)             | Elijah Cummings (D)     | Jamie Raskin (D)            |

## Premières
- Katharine Byron (en), est la première femme à être élue au Congrès pour le Maryland en 1941, succédant alors à son défunt époux[1].
- Parren Mitchell, est le premier élu noir à représenter le Maryland au Congrès en 1981[2].
- Donna Edwards, est la première femme noire à être élue au Congrès pour le Maryland en 2008[3].